# Geum magellanicum
Geum magellanicum är en rosväxtart som beskrevs av Philibert Commerson och Christiaan Hendrik Persoon. Geum magellanicum ingår i släktet nejlikrotsläktet, och familjen rosväxter. Inga underarter finns listade i Catalogue of Life.